# Klaus Ostwald
Klaus Ostwald (Bad Elster, RDA, 26 de agosto de 1958) es un deportista de la RDA que compitió en salto en esquí.
Ganó dos medallas en el Campeonato Mundial de Esquí Nórdico, plata en 1984 y bronce en 1985, ambas en la prueba por equipo.

## Palmarés internacional
| Campeonato Mundial | Campeonato Mundial | Campeonato Mundial | Campeonato Mundial |
| Año                | Lugar              | Medalla            | Prueba             |
| ------------------ | ------------------ | ------------------ | ------------------ |
| 1984               | Engelberg (Suiza)  | Medalla de plata   | TG por equipos     |
| 1985               | Seefeld (Austria)  | Medalla de bronce  | TG por equipos     |